# Periclinaal

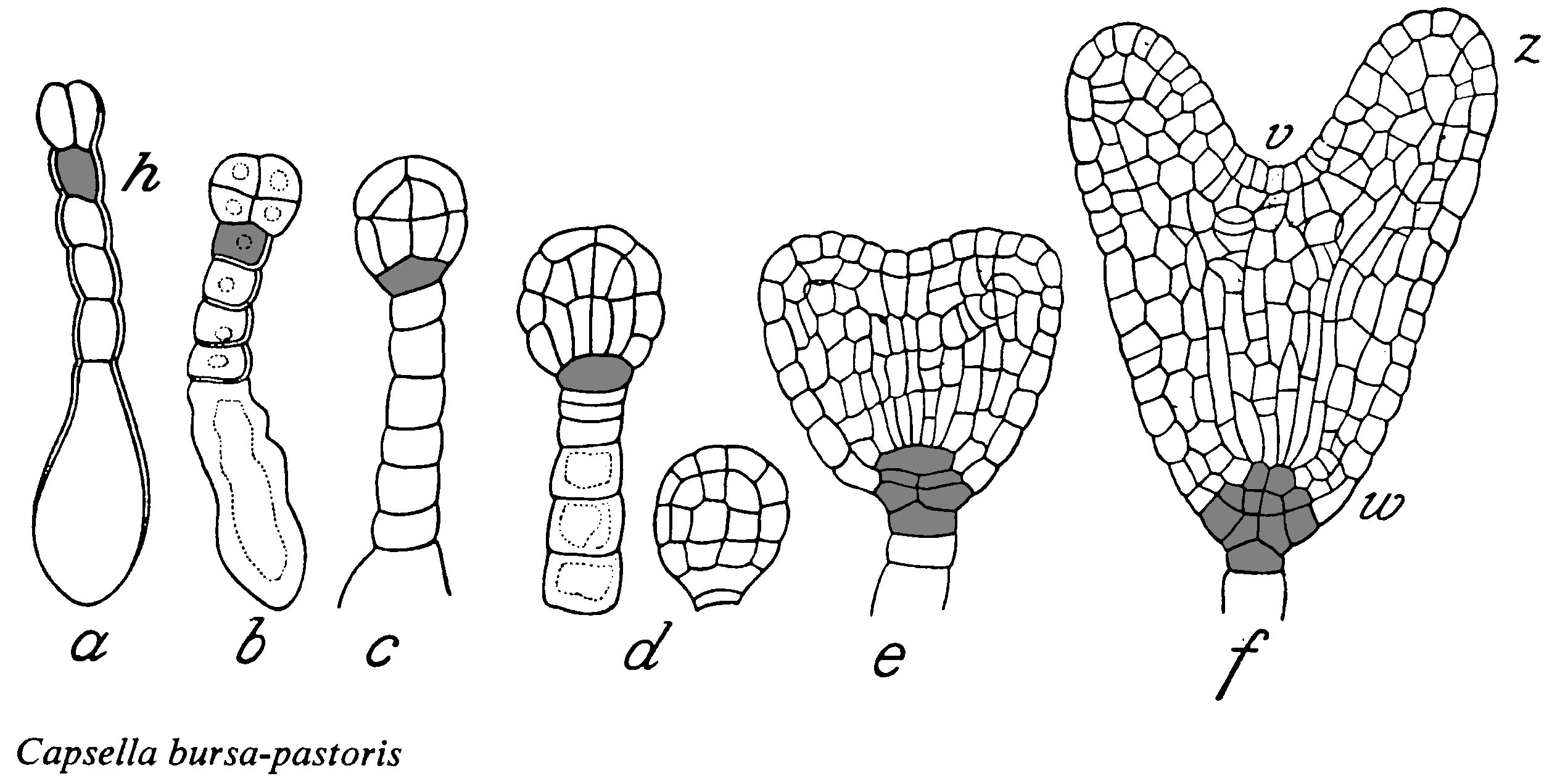
Ontwikkeling embryo bij herderstasje. a:proëmbryo met kiemdrager, h:hypofyse, b:viercellige kiembol met kiemdrager, c:achtcellig stadium, d:zestiencellig stadium, e:overgang naar het vroege hartstadium, f:hartstadium met v:stengeltop, z:zaadlobben, w:worteltje.

Periclinaal wil zeggen evenwijdig aan het oppervlak. De delende cellen vormen een stapel. Bij periclinale delingen neemt de stengel en de wortel van een plant in lengte toe. Sommige dieren hebben in een embryonaal stadium periclinale deling.
De kiemdrager bij een plantenembryo neemt in lengte toe door periclinale deling.
|  |  |